# 영빈 이씨
영빈 이씨(暎嬪 李氏, 1696년 8월 5일(음력 7월 18일) ~ 1764년 8월 12일(음력 7월 26일))는 조선 영조의 후궁이며, 사도세자(장조)의 어머니이자 정조의 할머니이다. 영조와의 사이에서 사도세자와 화평옹주, 화협옹주, 화완옹주를 낳았다.

## 생애

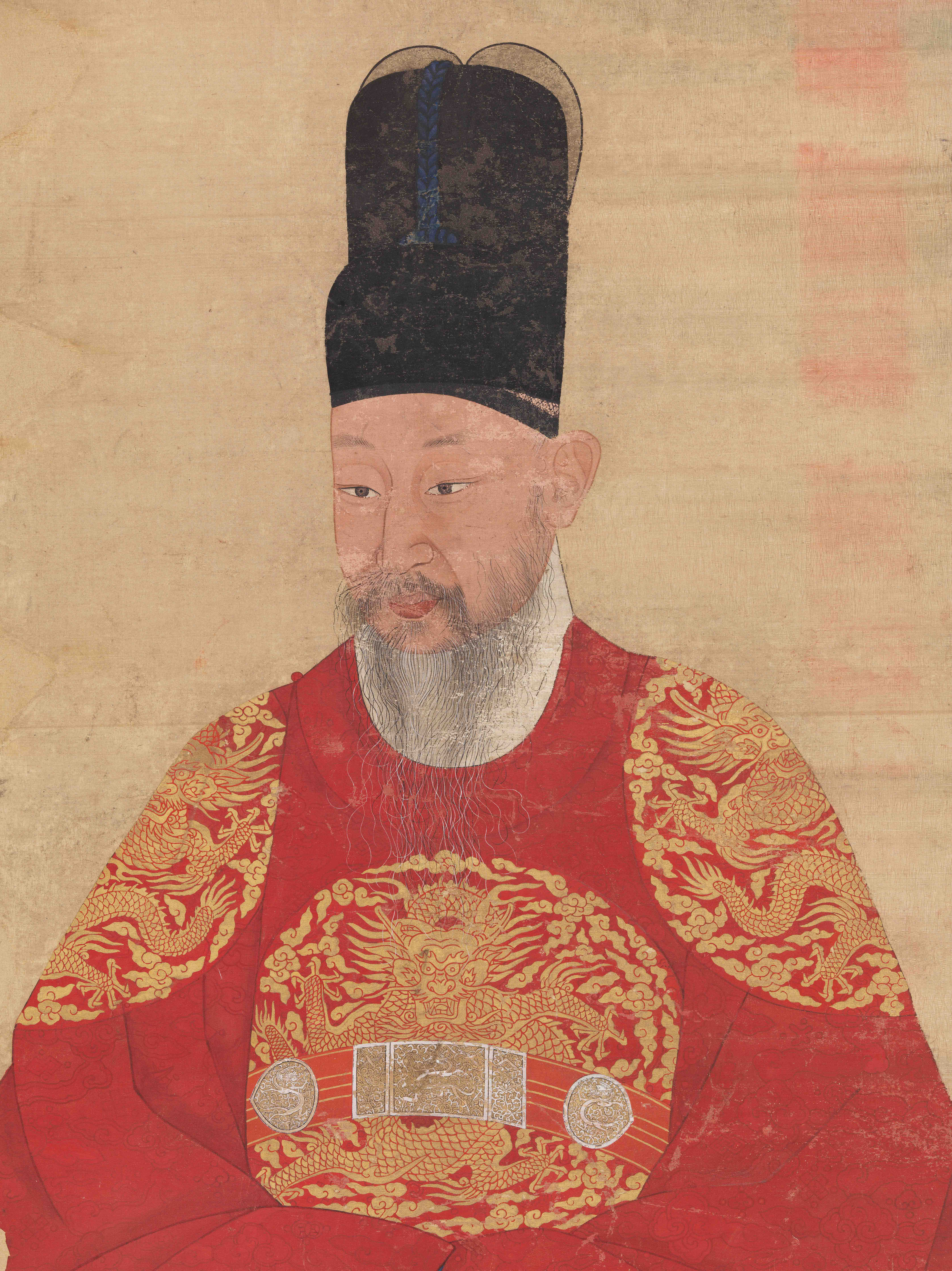
51세때의 모습을 그린 영조의 어진

### 탄생과 후궁 책봉
본관은 전의(全義)이며, 1696년(숙종 22년) 7월 18일, 아버지 이유번(李楡蕃)과 어머니 한양 김씨(김우종의 딸)의 딸로 태어났다.
1701년(숙종 27년), 6세의 나이로 대궐에 들어와 궁녀가 되었으며, 1726년(영조 2년) 11월 16일, 당시로는 늦은 나이인 31세에 영조의 승은을 입어 내명부 종2품 숙의(淑儀)에 책봉되었다.

### 후궁 시절
1727년(영조 3년) 4월, 화평옹주를 낳았는데, 화평옹주에 대한 영조의 사랑은 대단히 각별하였다.
1728년(영조 4년) 8월, 둘째 옹주를 낳고 그해 10월에 종1품 귀인(貴人)으로 진봉되었다.
1729년(영조 5년) 12월, 셋째 옹주를 낳았으며 다음해인 1730년(영조 6년) 내명부 정1품 영빈(映嬪)에 책봉되었는데, 당시 효장세자의 3년상을 마친 뒤 얼마 되지 않은 시점이었고, 경종 비 선의왕후의 국상중에 길례를 치러 조정과 민간에서 탄식하였다.
1732년(영조 8년) 1월에 넷째 옹주를 낳았고, 다음해에 다섯째 옹주인 화협옹주를 낳았는데, 영빈 이씨가 다섯 옹주를 연이어 낳자, 효장세자 사후 후사를 바라던 영조는 크게 근심하였다. 화평옹주와 화협옹주 사이에 태어난 세명의 옹주는 모두 다섯살을 넘기지 못하고 요절하였다.
1735년(영조 11년), 아들 사도세자를 출산하였다. 영조는 기뻐하며 다음해에 세자로 책봉하였다.
 
영빈 이씨가 집복헌(集福軒)에서 원자를 낳았다.
그때 나라에서 오랫동안 저사(儲嗣)가 없으니
사람들이 모두 근심하고 두려워하였는데,
이때에 이르러 온 나라에서 기뻐하고 즐거워하였다.

(중략)
여러 신하들이 번갈아 하례하는 말을 올리니,
임금이 말하기를,

"삼종(三宗, 효종 · 현종 · 숙종)의 혈맥이 장차 끊어지려 하다가
 비로소 이어지게 되었으니,
 지금 다행히 돌아가서 열성조(列聖祖)를 뵐 면목이 서게 되었다.
 즐겁고 기뻐하는 마음이 지극하니, 그 감회 또한 깊다." 하였다.

 — 《영조실록》 40권,
영조 11년(1735년 청 옹정(雍正) 13년) 1월 21일 (임진)
사도세자를 낳았으나, 사도세자 또한 여느 후궁 소생의 왕자들이 정실 왕비를 어머니로 모셔야 했던것처럼 정비 정성왕후의 양자로 입적되었으며 생후 100일만에 영빈과 떨어져 선의왕후 처소의 궁인들에게 양육되었다.
1738년(영조 14년) 여섯째 딸인 화완옹주를 낳았다. 영빈 이씨는 1남 6녀를 낳았는데, 화완옹주를 제외한 나머지 자녀 모두 영빈 이씨 보다 먼저 세상을 떠났다.

### 임오화변

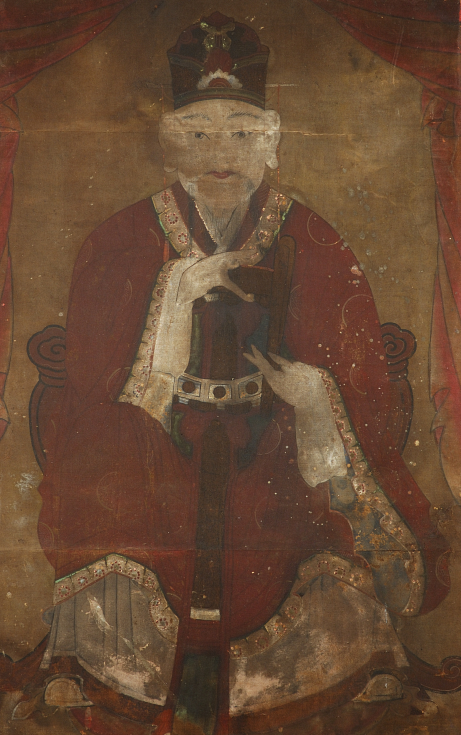
민간에 전해져 내려오는 사도세자의 무속화 (작자미상)

영조와 사도세자의 갈등이 심화되고, 영조의 편집증적인 성격과 사도세자의 울화병 및 정신병이 심해지는 가운데 1762년(영조 38년), 나경언이 세자의 비행을 영조에게 고하자 영조는 사도세자에게 자결할 것을 명하였다. 이때 영빈 또한 사도세자의 비행을 영조에게 고하였고, 사도세자는 뒤주에 갇혀 사망하였다.
| “ | 세자가 내관, 내인, 하인을 죽인 것이 거의 백여명이오며 그들에게 불로 지지는 형벌을 가하는 등 차마 볼수 없는 일을 행한것은 이루 말로 다할 수 없습니다. 그 형구는 모두 내수사 등에 있는 것으로 한도없이 가져다 썼습니다. 또 장번내관을 내쫒고 다만 어린 내관 별감 들과 밤낮으로 함께 있으면서 가져온 재화를 그놈들에게 나눠주고, 기생, 비구니와 주야로 음란한 일을 벌였습니다. 그리고 제 하인을 불러 가두기까지 했습니다. 근일은 잘못이 더욱 심하여 한번 아뢰고자 하나 모자의 은정 때문에 차마 아뢰지 못했습니다. 근일 궁궐 후원에다가 무덤을 만들어 감히 말할 수 없는 곳을 묻고자 했으며 하인에게 머리를 풀게하고 날카로운 칼을 곁에두고 불측한 일을 하고자 했습니다. 지난번 제가 창덕궁에 갔을 때 몇번이나 저를 죽이려고 했는데 제 몸의 화는 면했습니다만 제 몸이야 돌아보지 않더라도 임금의 몸을 생각하면 어찌 감히 이 사실을 아뢰지 않겠습니까. | ” |
|   | — 영빈 이씨의 고변 |   |

 
임금이 창덕궁에 나아가 세자(사도세자)를 폐하여 서인(庶人)으로 삼고,
안에다 엄히 가두었다.
처음에 효장세자(孝章世子)가 훙(薨)하여 임금에게는 오랫동안 후사(後嗣)가 없다가
세자가 탄생하기에 이르렀는데, 타고난 자질이 탁월하여 임금이 매우 사랑하였다.
그러나 10여세 이후에는 점차 학문에 태만하게 되었고,
대리(代理)한 후부터 질병이 생겨 천성을 잃었다.
처음에는 대단치 않았기 때문에 신민(臣民)들이 낫기를 바랐었다.
정축년(1757년)과 무인년(1758년) 이후부터 병의 증세가 더욱 심해져서
병이 발작할 때에는 궁비(宮婢)와 환시(宦侍)를 죽이고, 죽인 후에는 문득 후회하곤 하였다.
임금이 매양 엄한 하교로 절실하게 책망하니, 세자가 의구심으로 인하여 병이 심하게 되었다.
임금이 경희궁으로 이어하자 두 궁(宮) 사이에 점점 의심하는 마음이 생기게 되었고,
또 환관, 기녀와 함께 절도 없이 놀면서 하루 세 차례의 문안 인사를 모두 폐하였으니,
임금의 뜻에 맞지 않았으나 이미 다른 후사가 없었으므로
임금이 매번 나라를 위해 근심하였다.

임금이 세자에게 명하여 땅에 엎드려 관을 벗게 하고,
맨발로 머리를 땅에 조아리게 하고
이어서 차마 들을 수 없는 전교를 내려 자결할 것을 재촉하니,
세자의 조아린 이마에서 피가 나왔다.
(중략)
세손(정조)이 들어와 관(冠)과 포(袍)를 벗고 세자의 뒤에 엎드리니,
임금이 안아다가 시강원으로 보내고 김성응(金聖應) 부자(父子)에게 수위(守衛)하여
세손이 또다시 들어오지 못하게 하라고 명하였다.
임금이 칼을 들고 연달아 차마 들을 수 없는 전교를 내려 동궁의 자결을 재촉하니,
세자가 자결하고자 하였는데 춘방(春坊, 세자궁)의 여러 신하들이 말렸다.
임금이 이어서 폐하여 서인을 삼는다는 명을 내렸다.
(중략)
세자가 곡하면서 다시 들어가 땅에 엎드려 애걸하며 개과천선하기를 청하였다.
임금의 전교는 더욱 엄해지고 영빈이 고한 바를 대략 진술하였는데,
영빈은 바로 세자의 탄생모(誕生母) 이씨(李氏)로서 임금에게 밀고(密告)한 자였다.
도승지 이이장(李彛章)이 말하기를,
"전하께서 깊은 궁궐에 있는 한 여자의 말로 인해서 국본(國本)을 흔들려 하십니까?" 하니,
임금이 진노하여 빨리 방형(邦刑)을 바루라고 명하였다가 곧 그 명을 중지하였다.
드디어 세자를 깊이 가두라고 명하였는데, 세손(정조)이 황급히 들어왔다.
임금이 빈궁(혜경궁 홍씨)과 세손 및 여러 왕손을 좌의정 홍봉한의 집으로 보내라고 명하였는데,
이때에 밤이 이미 반이 지났었다.
 — 《영조실록》 99권,
영조 38년(1762년 청 건륭(乾隆) 27년) 윤5월 13일 (을해)
이후 영조의 명으로 세손(정조)이 사도세자가 아닌 효장세자의 승통을 이을것을 명하자 충격을 받고 슬퍼하였다.

### 사망
1764년(영조 40년) 7월 26일, 경희궁의 양덕당에서 사망하였다.
영조는 매우 슬퍼하며 직접 영빈의 묘지명을 지었는데, 국왕이 후궁의 지문을 지은 것은 전례가 없는 일이었다. 영빈 이씨의 청화백자 묘지명은 영조가 직접 글을 짓고 사위인 화평옹주의 남편인 금성위 박명원이 글씨를 썼다. 또한 영조는 사도세자와 영빈의 일을 기록한 《표의록(表義錄)》을 직접 작성하였다.
| “ | 아아! 이제 다시 볼 수 없게 되었구나. 39년간 해로하였는데 지금 하나의 꿈이 되고 말았으니 내 슬픔이 너무나 깊다. 다섯 달만 더 살았더라면 칠순이 되었을 것을, 참으로 헤아리기 어려운 것이 사람의 일이다. | ” |
|   | — 《어제영빈이씨묘지(御製暎嬪李氏墓誌)》 |   |

영빈 이씨의 묘소는 의열묘(義烈墓)로 양주 연희궁 대야동 언덕에 묻혔는데 오늘날의 서울 서대문구 연희동 일대이다. 의열묘는 고종 대에 사도세자가 장조(莊祖)로 추존되면서 수경원(綏慶園)으로 격상되었으며, 연세대학교 일대에 있었으나 경기도 고양시의 서오릉으로 이전되었다.
1788년(정조 12년), 정조는 영빈의 묘인 의열묘를 선희궁(宣禧宮)으로 칭하였으며, 후에 선희궁은 임금을 낳은 후궁들을 배향하는 칠궁(七宮)을 구성하는 사당 중 하나가 되었다. 이후 고종대에 소유(昭裕)의 시호가 추증되었다.

## 가족 관계
| 조선의 후궁 | 영빈 이씨 暎嬪 李氏 | 출생                                        | 사망                                                             |
| 조선의 후궁 | 영빈 이씨 暎嬪 李氏 | 1696년 8월 15일 (음력 7월 18일) 조선 한성부 | 1764년 8월 23일 (음력 7월 26일) (68세) 조선 한성부 경희궁 양덕당 |

|    |                     | 본관 | 생몰년 | 부모                              | 비고 |
| -- | ------------------- | ---- | ------ | --------------------------------- | ---- |
| 부 | 이유번 李楡蕃       | 전의 | 미상   | 이영임 李英任 미상                |      |
| 모 | 한양 김씨 漢陽 金氏 | 한양 | 미상   | 김우종 金佑宗 전주 이씨 全州 李氏 |      |

| 조선 제21대 국왕 | 영조 英祖 | 출생 | 1694년 10월 31일 (음력 9월 13일) 조선 한성부 창덕궁 보경당      |
| 조선 제21대 국왕 | 영조 英祖 | 사망 | 1776년 4월 22일 (음력 3월 5일) (81세) 조선 한성부 경희궁 집경당 |

| 작호 | 작호                                                        | 이름            | 생몰년                      | 배우자                                        | 비고                                  |
| ---- | ----------------------------------------------------------- | --------------- | --------------------------- | --------------------------------------------- | ------------------------------------- |
| 장녀 | 화평옹주 和平翁主                                           |                 | 1727년 - 1748년             | 금성위 박명원 錦城尉 朴明源                   |                                       |
| 차녀 | 옹주                                                        | 1728년 - 1731년 |                             | 이옹주(二翁主)로 기록                         |                                       |
| 3녀  | 옹주                                                        | 1729년 - 1731년 | 삼옹주(三翁主)로 기록       |                                               |                                       |
| 4녀  | 옹주                                                        | 1732년 - 1736년 | 사옹주(四翁主)로 기록       |                                               |                                       |
| 5녀  | 화협옹주 和協翁主                                           | 1733년 - 1752년 | 영성위 신광수 永城尉 申光綏 |                                               |                                       |
| 장남 | 사도세자 思悼世子 장조 의황제 莊祖 懿皇帝 장종대왕 莊宗大王 | 선 煊           | 1735년 - 1762년             | 혜경궁 홍씨 惠慶宮 洪氏 헌경의황후 獻敬懿皇后 | 조선의 추존 국왕 대한제국의 추존 황제 |
| 6녀  | 화완옹주 和緩翁主                                           | 용완 蓉婉       | 1738년 - 1808년             | 일성위 정치달 日城尉 鄭致達                   | 정조 즉위년(1776년) 폐서인            |

## 관련 문화재
- 《백자청화영빈이씨 묘지·명기 및 석함》(白磁靑華暎嬪李氏 墓誌․明器 及 石函)은 연세대학교 경내에 있던 영빈 이씨의 묘인 수경원을 1970년 경기도 고양시의 서오릉(西五陵)으로 옮길 때 실시한 발굴조사 시 출토된 유물이다. 2010년 10월 17일 서울특별시의 유형문화재 제311호로 지정되었다.
- 영빈 이씨 은인은 1899년 제작되었다.

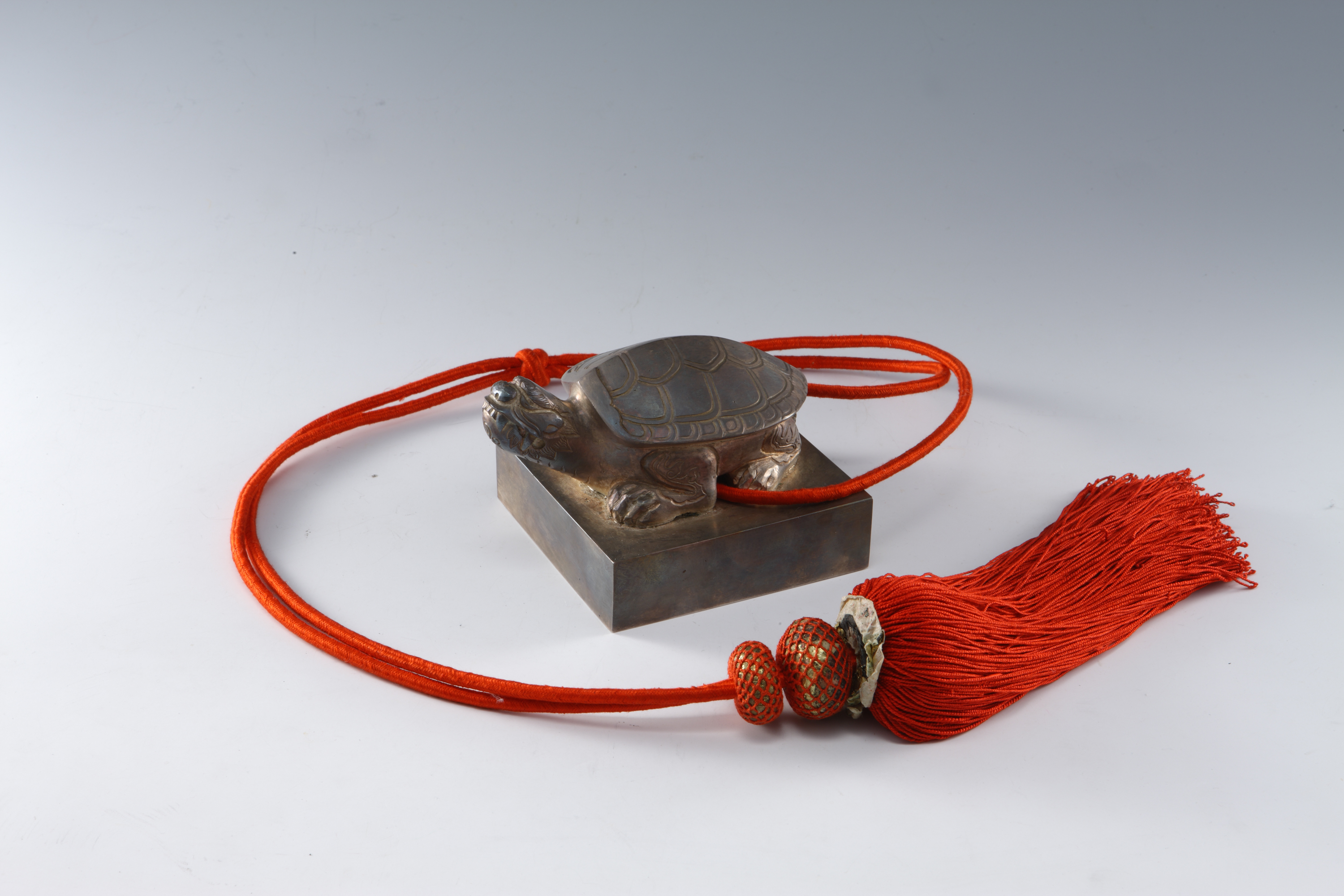
영빈 이씨 은인
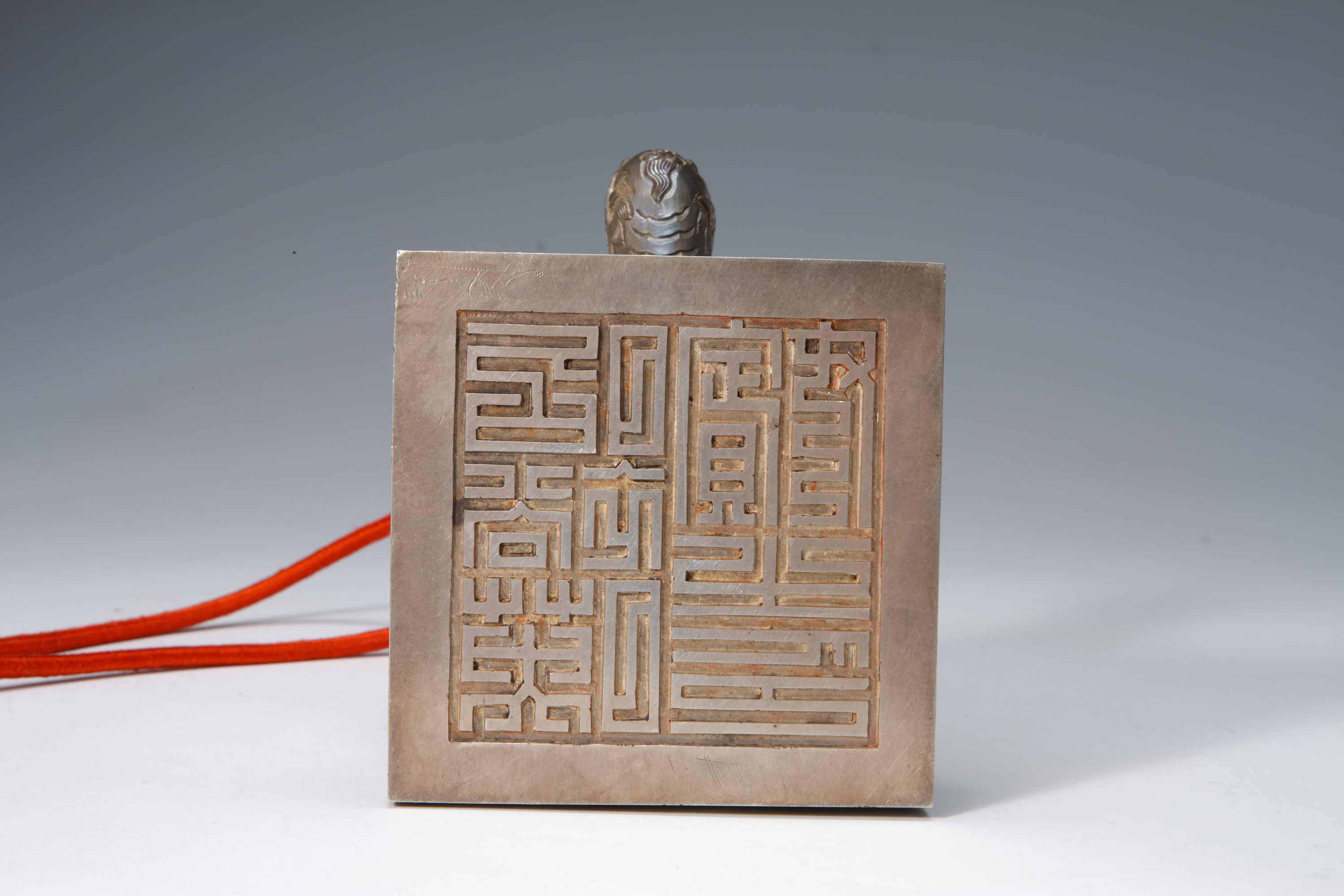
영빈 이씨 은인의 인면

## 영빈 이씨가 등장하는 작품

### 드라마
- 1988년~1989년 MBC 《조선왕조 오백년 한중록》 (배우:김윤경)
- 1998년 MBC 《대왕의 길》 (배우:정혜선)
- 2015년 KBS2 《드라마 스페셜 - 붉은 달》 (배우:이항나)
- 2021년 MBC 《옷소매 붉은 끝동》 (배우: 남기애)

### 영화
- 2014년 영화 《사도》 (배우:전혜진)

## 같이 보기
- 영조
- 정빈 이씨
- 사도세자
- 혜경궁 홍씨
- 정조
- 한중록
- 임오화변
- 화완옹주
- 선희궁터
- 백자청화영빈이씨 묘지·명기 및 석함